# Jonathan Tage Pedersen
Jonathan Tage Meinert Pedersen (født 26. maj 2008) er en dansk, skuespiller, som bl.a. har medvirket i tv-serien Klassen på DR Ultra i rollen som "Tristan", samt i filmen For min brors skyld i rollen som "Bastian". Han har spillet på teatre som fx Det Ny Teater og Odense Teater.
Han havde sin debut hovederolle i serien “En af drengene” på Viaplay som karakteren Lau
Sammen med sin søster optrådte han, som 9 årig, i Voice Junior på TV 2 i 2017.